# Lysimelia ochreipes
Lysimelia ochreipes är en fjärilsart som beskrevs av Louis Beethoven Prout 1932. Lysimelia ochreipes ingår i släktet Lysimelia och familjen nattflyn. Inga underarter finns listade i Catalogue of Life.